# 明神町 (八王子市)
明神町（みょうじんちょう）は、東京都八王子市の地名。現行行政町名は明神町一丁目から四丁目。住居表示実施済み地区。郵便番号は192-0046（八王子郵便局管区）。

## 概要
明神町は、八王子市子安町から分立した地名である。古くから子安明神(現子安神社)があり、子安明神境内の湧き水を使った水田が豊かな地だったという。
江戸時代後期に編纂された『新編武蔵風土記稿』によると、子安町と共に子安村として、多摩郡由井領横山庄に属し、幕府の御料地であった。
明治期に入ると、八王子停車場が設置されてより、八王子市の交通の中心として大きく発展した。

## 地理
八王子市中部に位置し、官公署が多く集まる。京王八王子駅などがあり中心街の八王子の一つである。木花開耶姫命、天照大御神などを御祭神としている子安神社は八王子最古の神社である。北及び東で大和田町、南で子安町・北野町、西で旭町・東町・新町と隣接する。

### 地価
住宅地の地価は、2019年（平成31年）1月1日の公示地価によれば、明神町2丁目8-16の地点で21万7000円/m2となっている。

## 歴史

### 地名の由来
759年（天平宝字3年）に創建された子安明神が由来とされている。

### 沿革
- 759年（天平宝字3年） - 子安明神が創建される[8]。
- 1874年（明治7年）6月1日 - 大区小区制施行に伴い、子安村が第9大区第2小区となる。子安村は現在の明神町、子安町、万町、旭町、東町、新町、寺町、小門町、大横町に及んでいた。[9]
- 1878年（明治11年）11月18日 - 郡区町村編制法施行に伴い、第9大区第2小区から子安村が分立。
- 1882年（明治15年）7月 - 町村分合により、子安村が旧八王子十五宿と合併(八王子18町)。八王子元子安町に町名変更。
- 1889年（明治22年）4月1日 - 町村制施行に伴い八王子町が成立。八王子元子安町は八王子町元子安町となる。
- 1912年（大正1年）10月1日 - 町名改正に伴い、元子安町から明神町が分立する。
- 1917年（大正6年）9月1日 - 八王子町が市制施行。八王子市明神町となる。
- 1925年（大正14年）3月24日 - 玉南電気鉄道の東八王子駅として開業。甲州街道沿いの明神町に設置された（1926年京王電気軌道へ合併以降の会社変遷は京王電鉄を参照）。
- 1963年（昭和38年）12月11日 - 八王子市の都市計画に従い、北野寄りに200メートル移転。京王八王子駅に改称。
- 1966年（昭和44年）5月1日 - 土地区画整理事業開始。新町の一部が明神町四丁目に編入。[10]
- 1981年（昭和49年） - 土地区画整理事業完成。町区域が変更、住居表示実施。（浅川から先が大和田三丁目になるなど）
- 1994年（平成6年）9月15日 - 京王八王子駅ビル完成。京王八王子ショッピングセンター開業。
- 2009年（平成21年）4月20日 - 東京地方裁判所八王子支部が老朽化のため廃止。立川支部が設置される。

## 世帯数と人口
2017年（平成29年）12月31日現在の世帯数と人口は以下の通りである。
| 丁目         | 世帯数    | 人口    |
| ------------ | --------- | ------- |
| 明神町一丁目 | 1,228世帯 | 2,267人 |
| 明神町二丁目 | 1,359世帯 | 2,353人 |
| 明神町三丁目 | 854世帯   | 1,368人 |
| 明神町四丁目 | 1,671世帯 | 2,861人 |
| 計           | 5,112世帯 | 8,849人 |

## 小・中学校の学区
市立小・中学校に通う場合、学区は以下の通りとなる。
| 丁目         | 番地 | 小学校               | 中学校               |
| ------------ | ---- | -------------------- | -------------------- |
| 明神町一丁目 | 全域 | 八王子市立第四小学校 | 八王子市立第五中学校 |
| 明神町二丁目 | 全域 | 八王子市立第四小学校 | 八王子市立第五中学校 |
| 明神町三丁目 | 全域 | 八王子市立第四小学校 | 八王子市立第五中学校 |
| 明神町四丁目 | 全域 | 八王子市立第四小学校 | 八王子市立第五中学校 |

## 交通

### 鉄道
京王電鉄京王線京王八王子駅が最寄り駅である。また京王八王子駅から南西に400m程度歩いたところに中央線、横浜線、八高線が乗り入れる八王子駅があり利用されている。

### 道路
- 国道20号（甲州街道）
- 東放射線アイロード：JR八王子から国道20号線との合流地点である明神五差路を結ぶ
- れんが通り：かえで通りと桑並木通りを結ぶ
- かえで通り：明神五差路と子安五差路を結ぶび、JR中央線、八高線をくぐる。JR八王子駅北口と南口を結ぶ
- 北野公園通り：明神五差路から八王子総合卸売市場近くの北野公園前信号までを結ぶ
- 北大通り：大和田橋南詰と追分町交差点を結ぶ。国道20号線バイパス。
- さわやか緑道：明神町一丁目にある用水路を埋め立てて作った遊歩道

### 橋梁
- 大和田橋

## 施設

### 行政
- 東京都立多摩産業交流センター
- 八王子労働基準監督署
- 八王子合同庁舎
- 東京都労働相談情報センター八王子事務所
- 八王子労政会館
- 八王子区検察庁（旧八王子地方法務総合庁舎）
- 八王子簡易裁判所
- 八王子税務署(2019年11月25日、子安町より移転)

#### かつてあった行政施設
- 東京都立産業技術研究センター八王子支所（2010年2月に八王子支所と多摩支所が統合し昭島市に多摩テクノプラザができた。）
- 東京地方裁判所八王子支部（2009年立川市に移転。）

### 財団法人
- 社会保険八王子健康管理センター
- とうきょう社会保険センター八王子

### 一般社団法人
- 南多摩建設業協会

### 公益社団法人
- 東京労働基準協会連合会 八王子労働基準協会支部

### 教育
- 保育園
  - 船森保育園
  - つくし保育園
- 幼稚園
  - かしわ幼稚園
- こども園
  - 共励こども園
- 小学校
  - 八王子市立第四小学校
- 中学校
  - 八王子市立第五中学校
  - 東京都立南多摩中等教育学校
- 高等学校
  - 東京都立南多摩高等学校

### 企業
- 西東京バス本社
- 八王子織物工業組合事業センター
- 日本ヒューレット・パッカード八王子事業所

### 商業
- 京王八王子ショッピングセンター
- グルメシティ京王八王子店

### 公園
- 明神公園
- 船森公園
- 北田南公園
- 北田中公園
- 北田東公園
- 北田西公園
- 明神町三丁目南公園
- せんとらる広場

### 神社・その他
- 子安神社
- 福傅寺
- 妙心寺
- 多摩弁護士会館
- 南多摩建設業協会
- 八王子市医師会館